# Nelson Alves
Nelson dos Santos Alves, ou simplesmente Nelson Alves (Rio de Janeiro, 1895 – Rio de Janeiro, 1960), foi um cavaquinista e compositor brasileiro. 
Destacou-se por suas peças clássicas do repertório de estilo choro, tais como, Mistura e manda, Serpentina, Ficou calmo e Nem ela, nem eu.
Foi um dos fundadores do grupo Oito Batutas, em 1919.